# 植村花菜のかなでるラジオ
『植村花菜のかなでるラジオ』（うえむらかな の かなでるラジオ）は、NACK5で放送していたラジオ番組『The Nutty Radio Show 鬼玉』木曜日のアーティストコーナー。通称かなラジ。パーソナリティは植村花菜と玉川美沙。放送時間は21:40から21:55の15分間。NACK5の銀座スタジオから生放送。放送開始は2005年4月7日。2007年3月29日に終了した。2007年3月現在、『鬼玉』内のアーティストコーナーの中で一番長い期間の放送となっている（2年間）。

## コーナー

### オープニングトーク
「鬼玉をお聴きのみなさん、こんばんは植村花菜です。」
気になっていることなど2分間ぐらいにまとめてトークする。その後、タイトルコールで「植村花菜のかなでるラジオ」「改めましてこんばんは植村花菜です。」

### 弾き語りのコーナー
リスナーからのリクエストに応えて、耳コピをして弾き語りして歌うコーナー。新曲のキャンペーンが終わると始まる。新曲のキャンペーンは発売日の前後1ヵ月ぐらい。
2005年
- 7月7日　「元気を出して」　竹内まりや
- 7月14日　「Rainy Blue」　徳永英明
- 7月21日　「はじめてのチュウ」　『キテレツ大百科』より
- 7月28日　「月の舟」　池田聡（玉ちゃんリクエスト）
- 8月4日　「上を向いて歩こう」　坂本九
- 8月11日　「Amazing Grace」
- 10月13日　「Promised Love」　アルフィー
- 10月20日　「時代」　中島みゆき
- 10月27日　「Over The Rainbow」 映画『オズの魔法使』から（伴奏オルゴール）
- 12月22日　「O Holy Night」

2006年
- 2月9日　「いつも笑っていられるように」
- 2月16日　「サヨナラCOLOR」　SUPER BUTTER DOG
- 5月4日　「楓」　スピッツ
- 5月11日　「大切な人」
- 5月18日　「スタンド・バイ・ミー」
- 5月25日　「青春の輝き」（I need to be in love）　カーペンターズ
- 6月1日　「JAM」　The Yellow Monkey
- 6月8日　「ミルクティー」
- 6月15日　「レット・イット・ビー」　ビートルズ
- 6月29日　「トワイライト・アベニュー」　スターダスト・レビュー
- 7月6日　「会いたい」
- 8月24日　「紙ヒコーキ」
- 10月5日　「キセキ」
- 10月12日　「OH MY LITTLE GIRL」　尾崎豊
- 10月19日　「少年時代」　井上陽水
- 10月26日　「青春の影」　チューリップ
- 11月2日　「紙ヒコーキ」

2007年
- 2月8日　「光と影」
- 3月1日　「大切な人」
- 3月8日　「スナック」　植村花菜と玉川美沙とかかし
- 3月15日　「卒業写真」　荒井由実
- 3月22日　「ミルクティー」
- 3月29日　「いつも笑っていられるように」

### ニャンだコレ?（ニャオ～ン）
- この世に存在するニャンだコレ?な奇妙話を募集する新コーナー「ニャンだコレ?（ニャオ～ン）」。2006年10月から始まる。

終了したコーナー
- 「企画会議」「わんギャグる」が終わってから「ニャンだコレ（ニャオ～ン）」が始まるまでの1か月間、新コーナーの案をリスナーから募集するというコーナー。タイトルは毎週微妙に変化した。
- 「わんギャグる!」ギャグを言うがよくスベるので、面白いギャグをいえるようにと、週替わりのお題にたいしてリスナーからダジャレを募集し、面白かったものをパクるというコーナー。2006年1月から始まる。
- 「なんでかなぁ?」これは日々生活している上での疑問を募集して、（正しい正しくないは関係なく）みんなで解決していくというコーナー。2005年7月から始まる。
- 「大切」デビュー曲「大切な人」にちなんで「大切」をキーワードにメール・FAXを募集していくというコーナー。

### エンディング
エンディングには曲が1曲流れることになっているが、トークが伸びてしまったときは別の時間帯に流すこともある。しかし最近は曲にのって最後までトークをすることが多くなってきている。当の本人も自身の曲を「BGMですよ」と言ってはばからず、トークを時間内に収める気は更々ない模様。　

## エピソード
- 植村花菜が放送日にスタジオに来られないときは収録した音声を流す。このときオープニングを玉川美沙の物まねで行う。
- 2006年6月16日逆電スペシャルで2名のリスナーと電話をした。
- 2007年3月1日、放送100回目を数える。リスナーからのお便りで判明。
- 2007年3月29日の最後の放送で、「いつも笑っていられるように」をスタジオ演奏した後に号泣してしまい、玉ちゃんに「本泣き!?」とツッコまれた。
- 2007年11月8日『鬼玉』にゲスト出演した際には一夜限りで『かなでるラジオ』が復活した。